# Belvosia bella
Belvosia bella är en tvåvingeart som beskrevs av Giglio-tos 1893. Belvosia bella ingår i släktet Belvosia och familjen parasitflugor. Inga underarter finns listade i Catalogue of Life.